# Anepsion villosum
Anepsion villosum är en spindelart som först beskrevs av Tord Tamerlan Teodor Thorell 1877.  Anepsion villosum ingår i släktet Anepsion och familjen hjulspindlar.
Artens utbredningsområde är Sulawesi. Inga underarter finns listade i Catalogue of Life.